# Zárate
För andra betydelser, se Zárate (olika betydelser).
Zárate är en stad i det nordöstra hörnet av provinsen Buenos Aires i Argentina. Staden ligger vid Paranaflodens västra strand omkring 90 kilometer nordväst om huvudstaden Buenos Aires. Zárate utgör tillsammans med Partido de Campana centrumet i en viktig industriregion. 
Staden är belägen vid Zárate-Brazo Largo-bron som förbinder provinsen Buenos Aires med Entre Ríos-provinsen och i förlängningen med Brasilien och Uruguay. Bron är av de två stora broarna över Paranafloden, och har en segelfri höjd på 50 meter för att inte hindra sjöfarten.

## Klimat
Klimatet präglas av varma somrar och relativt milda vintermånader. Vintermånaderna är de torraste.
|                                            | Jan  | Feb  | Mar  | Apr  | Maj  | Jun  | Jul  | Aug  | Sep  | Okt  | Nov  | Dec  |
| ------------------------------------------ | ---- | ---- | ---- | ---- | ---- | ---- | ---- | ---- | ---- | ---- | ---- | ---- |
| Normaldygnets maximitemperaturs medelvärde | 28   | 27   | 25   | 21   | 18   | 15   | 14   | 16   | 17   | 21   | 23   | 26   |
| Normaldygnets minimitemperaturs medelvärde | 21   | 20   | 19   | 15   | 12   | 9    | 8    | 10   | 11   | 14   | 17   | 20   |
|                                            |      |      |      |      |      |      |      |      |      |      |      |      |
| Nederbörd                                  | 81,9 | 71,7 | 90,6 | 70,8 | 57,3 | 33,5 | 36,3 | 39,0 | 35,1 | 63,2 | 65,5 | 68,8 |

| Diagram | temperaturer i °C • månadsnederbörd i mm • Källa: MSN Weather | temperaturer i °C • månadsnederbörd i mm • Källa: MSN Weather | temperaturer i °C • månadsnederbörd i mm • Källa: MSN Weather | temperaturer i °C • månadsnederbörd i mm • Källa: MSN Weather | temperaturer i °C • månadsnederbörd i mm • Källa: MSN Weather | temperaturer i °C • månadsnederbörd i mm • Källa: MSN Weather | temperaturer i °C • månadsnederbörd i mm • Källa: MSN Weather | temperaturer i °C • månadsnederbörd i mm • Källa: MSN Weather | temperaturer i °C • månadsnederbörd i mm • Källa: MSN Weather | temperaturer i °C • månadsnederbörd i mm • Källa: MSN Weather | temperaturer i °C • månadsnederbörd i mm • Källa: MSN Weather | temperaturer i °C • månadsnederbörd i mm • Källa: MSN Weather |
|         | 82 28 21                                                      | 72 27 20                                                      | 91 25 19                                                      | 71 21 15                                                      | 57 18 12                                                      | 34 15 9                                                       | 36 14 8                                                       | 39 16 10                                                      | 35 17 11                                                      | 63 21 14                                                      | 66 23 17                                                      | 69 26 20                                                      |

## Bilder

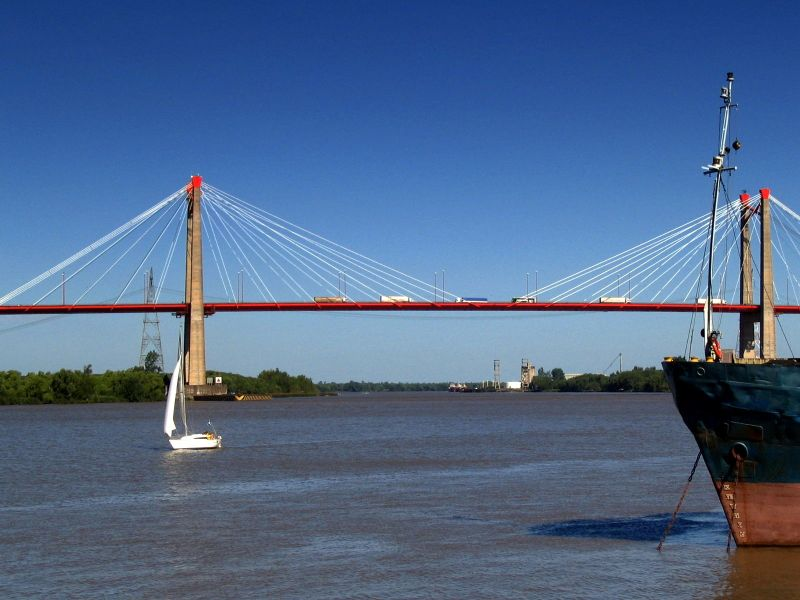
Zárate-Brazo Largo-bron
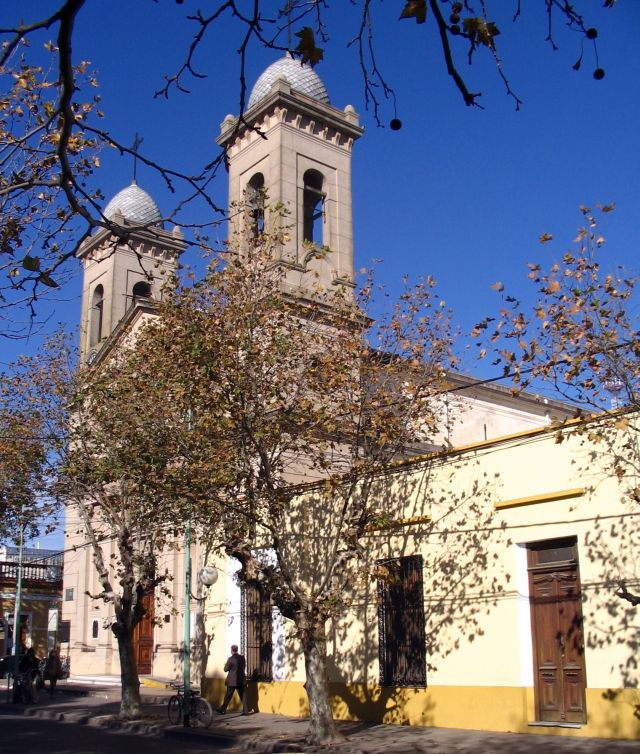
Iglesi Nuestra Sra del Carmen
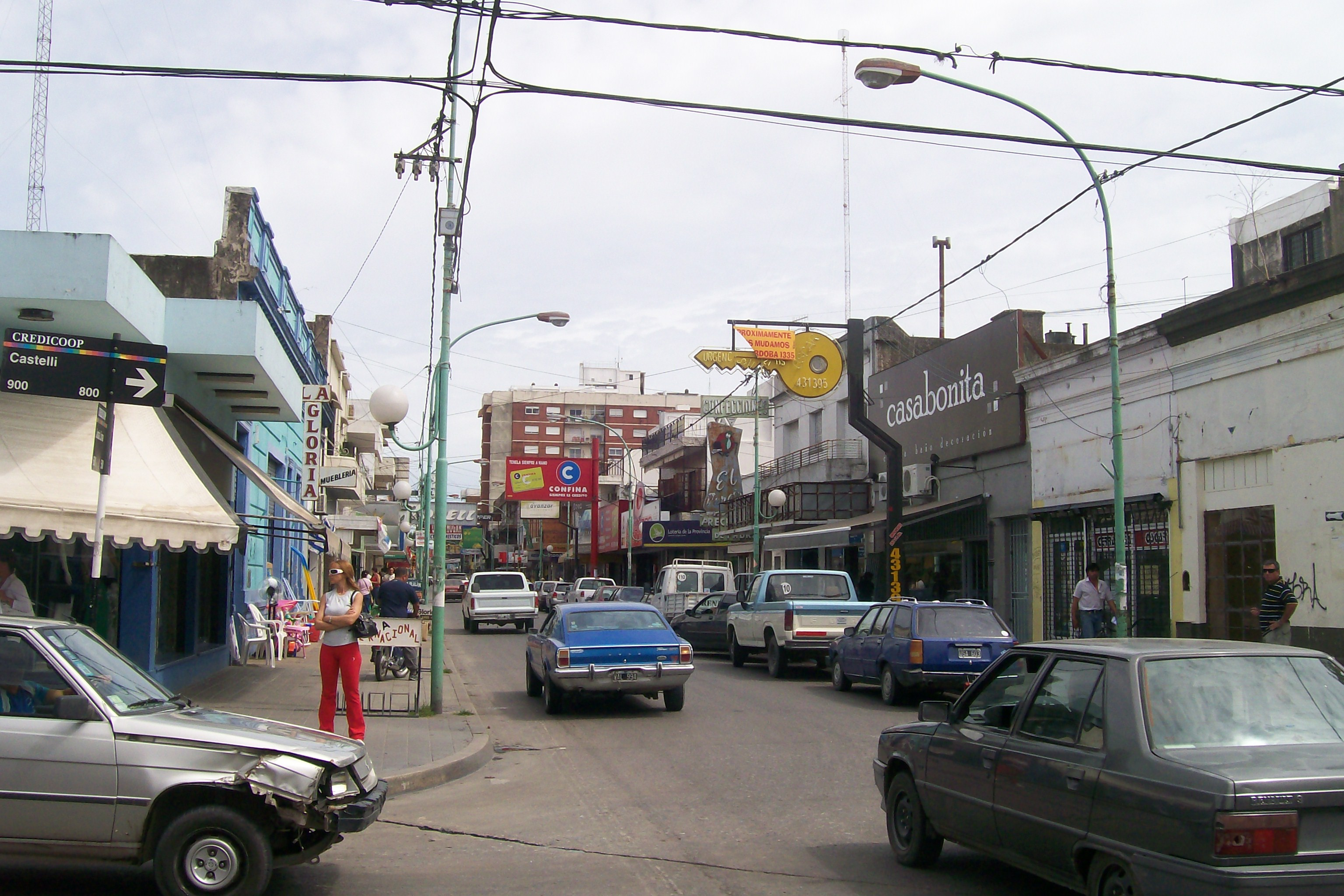
Gatuscen